# Косово на літніх Олімпійських іграх 2016
Косово на літніх Олімпійських іграх 2016 року представляли 8 спортсменів у 5 видах спорту. Зусиллями дзюдоїстки Майлінди Келменді вони вибороли першу медаль, золоту, в історії країни.

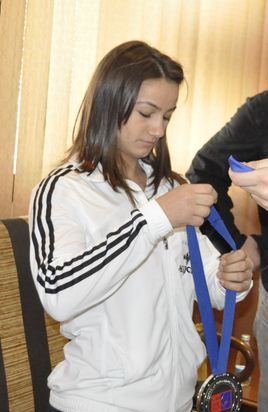
Майлінда Келменді

## Медалісти
| Медалі | Спортсмени        | Вид спорту | Дисципліна      | Дата     |
| ------ | ----------------- | ---------- | --------------- | -------- |
| Золото | Майлінда Келменді | Дзюдо      | жінки, до 52 кг | 7 серпня |

## Легка атлетика
Легенда
- Note – для трекових дисциплін місце вказане лише для забігу, в якому взяв участь спортсмен
- Q = пройшов у наступне коло напряму
- q = пройшов у наступне коло за добором (для трекових дисциплін — найшвидші часи серед тих, хто не пройшов напряму; для технічних дисциплін — увійшов до визначеної кількості фіналістів за місцем, якщо напряму пройшло менше спортсменів, ніж визначена кількість)
- NR = Національний рекорд
- N/A = Коло відсутнє у цій дисципліні
- Bye = спортсменові не потрібно змагатися у цьому колі

Трекові і шосейні дисципліни
| Спортсмен      | Дисципліна                   | Попередній забіг | Попередній забіг | Півфінал         | Півфінал         | Фінал            | Фінал            |
| Спортсмен      | Дисципліна                   | Результат        | Місце            | Результат        | Місце            | Результат        | Місце            |
| -------------- | ---------------------------- | ---------------- | ---------------- | ---------------- | ---------------- | ---------------- | ---------------- |
| Муса Хайдарі   | біг на 800 метрів (чоловіки) | 1:48.41          | 7                | Завершив виступ  | Завершив виступ  | Завершив виступ  | Завершив виступ  |
| Війона Кріезіу | біг на 400 метрів (жінки)    | 54.30            | 7                | Завершила виступ | Завершила виступ | Завершила виступ | Завершила виступ |

## Велоспорт

### Шосе
| Спортсмен    | Дисципліна                       | Час            | Місце          |
| ------------ | -------------------------------- | -------------- | -------------- |
| Кендрім Гурі | Групова шосейна гонка (чоловіки) | Did not finish | Did not finish |

## Дзюдо
| Спортсмен         | Event            | Раунд of 32            | Раунд of 16               | Чвертьфінали               | Півфінали                  | Repechage            | Final / БМ                | Final / БМ       |
| Спортсмен         | Event            | Opposition Результат   | Opposition Результат      | Opposition Результат       | Opposition Результат       | Opposition Результат | Opposition Результат      | Місце            |
| ----------------- | ---------------- | ---------------------- | ------------------------- | -------------------------- | -------------------------- | -------------------- | ------------------------- | ---------------- |
| Майлінда Келменді | до 52 кг (жінки) | Bye                    | Тшопп (SUI) W 100–000     | Лежентіл (MRI) W 000–000 S | Накамура (JPN) W 000–000 S | Bye                  | Джуффріда (ITA) W 001–000 | 1                |
| Нора Г'якова      | до 57 кг (жінки) | Амаріс (COL) W 100–000 | Кепріоріу (ROM) L 000–002 | Завершила виступ           | Завершила виступ           | Завершила виступ     | Завершила виступ          | Завершила виступ |

## Стрільба
| Спортсмен  | Дисципліна                               | Кваліфікація | Кваліфікація | Фінал            | Фінал            |
| Спортсмен  | Дисципліна                               | Очки         | Місце        | Очки             | Місце            |
| ---------- | ---------------------------------------- | ------------ | ------------ | ---------------- | ---------------- |
| Урата Рама | пневматична гвинтівка, 10 метрів (жінки) | 402.3        | 48           | Завершила виступ | Завершила виступ |

## Плавання
| Спортсмен   | Дисципліна                          | Попередній заплив | Попередній заплив | Півфінал         | Півфінал         | Фінал            | Фінал            |
| Спортсмен   | Дисципліна                          | Час               | Місце             | Час              | Місце            | Час              | Місце            |
| ----------- | ----------------------------------- | ----------------- | ----------------- | ---------------- | ---------------- | ---------------- | ---------------- |
| Лум Жавелі  | 50 метрів вільним стилем (чоловіки) | 24.53             | 57                | Завершив виступ  | Завершив виступ  | Завершив виступ  | Завершив виступ  |
| Ріта Зекірі | 100 метрів на спині (жінки)         | 1:12.31 NR        | 34                | Завершила виступ | Завершила виступ | Завершила виступ | Завершила виступ |